# Jardín Botánico de Dunsmuir
El Jardín Botánico de Dunsmuir (en inglés: Dunsmuir Botanical Gardens), es un parque municipal y jardín botánico de 10 acres (40,000 m²) de extensión, que se encuentra al pie del monte Shasta en Dunsmuir, California, Estados Unidos. 
El jardín botánico y parque es propiedad de la ciudad de Dunsmuir bajo la supervisión del condado de Siskiyou a través del "Board of Directors of the Dunsmuir Park & Recreation District". 
Está administrado por la asociación de voluntarios sin ánimo de lucro 501(c)(3) "Dunsmuir Botanical Gardens Inc." 

## Localización
El jardín botánico se ubica en el interior del «Dunsmuir City Park» en las riberas del tramo alto del río Sacramento.
Dunsmuir Botanical Gardens P.O. Box 242, Dunsmuir, Siskiyou County, California CA 96025 United States of America-Estados Unidos de América.
Planos y vistas satelitales.41°8′24″N 122°9′35.9994″O / 41.14000, -122.159999833
La entrada es gratuita.

## Historia
El jardín botánico de Dunsmuir es el emplazamiento para muchos conciertos y acontecimientos especiales. Cada año el prado es el lugar para el tributo al «Trees concert» (concierto de los árboles). En septiembre de 1990 en una reunión de la revitalización de la comunidad, Bill Whitson, el director y el conductor de la orquesta «Palo Alto Chamber Orchestra» y residente a tiempo parcial de Dunsmuir, sugirió el traer la orquesta al parque de la ciudad para un concierto benéfico como una manera de proporcionar los fondos para el proyecto del nuevo jardín botánico de Dunsmuir. 
El primer "Tribute to the Trees Concert" (concierto tributo a los árboles) fue realizado el mes de junio siguiente. Los jardines se convirtieron en una realidad después de la premier de este concierto. No se esperaba que fuera un acontecimiento anual pero los músicos jóvenes han viajado a Dunsmuir cada año desde entonces. Los ingresos de este concierto proporcionarán los fondos para la terminación del Plan Maestro del jardín, el mantenimiento anual dentro de los jardines y la dotación del jardín botánico. 
También se realizan otros eventos como bodas o reuniones familiares.

## Colecciones
En este jardín botánico en formación aunque hay especies foráneas, sin embargo son las especies autóctonas las que le confieren mayor enfoque, una de las estrellas del jardín es el corno nativo de la zona Cornus nuttallii que proporciona esplendorosas floraciones en primavera.

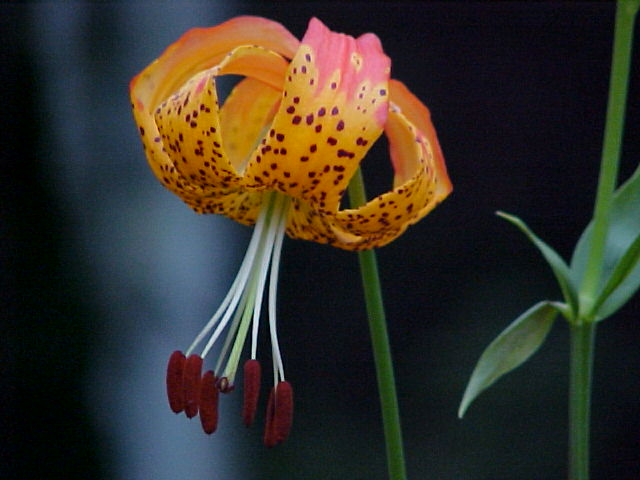
Flor de Lilium pardalinum

Únicos a esta área son los muchos lirios de Shasta (Lilium pardalinum) que crecen en las laderas y las hermosas y olorosas azaleas nativas, que crecen a lo largo del río. Además de otras muchas especies nativas.
Se han introducido una variedad de otras plantas y arbustos perennes. Estos incluyen rhododendron, hostas, helechos y arces japoneses. Durante la primavera y el verano, las varias floraciones anuales saludan a los visitantes con un arco iris de colores. Los numerosos senderos serpentean a través del parque, permitiendo una buena visión del ámbito natural y del material vegetal introducido. 
El prado es el lugar para el 'Concierto Tributo a los Árboles', y otros acontecimientos que se suceden a través del año.